# Epictia tesselata
Espèce
Statut de conservation UICN

 LC  : Préoccupation mineure
Synonymes
- Typhlops tesselatus Tschudi, 1845
- Leptotyphlops tesselatus (Tschudi, 1845)

Epictia tesselata est une espèce de serpents de la famille des Leptotyphlopidae.

## Répartition
Cette espèce est endémique du Pérou.

## Publication originale
- Tschudi, 1845 : Reptilium conspectus quae in Republica Peruana reperiuntur et pleraque observata vel collecta sunt in itenere. Archiv für Naturgeschichte, vol. 11, no 1, p. 150-170 (texte intégral).